# Olesja Novikova
Olesja Novikova (in russo Олеся Новикова?; Leningrado, 1982) è una ballerina russa, in opera al Teatro Mariinskij di San Pietroburgo.

## Biografia
Si è diplomata all'Accademia Vaganova (classe di Marina Vasilieva) nel 2002. Nello stesso anno vinse l'International Ballet Competition Vaganova, e si unì al corpo di ballo del teatro Mariinskij. È diventata première soliste nel marzo 2008. Con la compagnia ha girato gran parte del mondo, come Gran Bretagna, Germania e Cina,  danzando sia ruoli principali, sia ruoldi del corpo di ballo. 
Nel 2006 ha creato la variazione femminile del balletto ' Du Cote de Chez Swan ' di Alexei Miroshnichenko, premiato al Festival Internazionale del Teatro Mariinskij.
Tra il 2006 e il 2007, ha partecipato al Festival annuale del Teatro Mariinskij danzando alcuni fra i pas de deux più famosi del repertorio classico, tratti dal Don Quichotte e da Giselle, ballando assieme all'étoile francese Mathieu Ganio, proveniente dal teatro dell'Opera di Parigi.
Attualmente è legata sentimentalmente a Leonid Sarafanov, premier soliste della compagnia del Kirov, dal quale nel 2009 ha avuto un bambino.

## Repertorio
Il suo repertorio comprende numerosi balletti, da quelli classici a quelli contemporanei:
- Giselle (Giselle);
- Le Corsaire (Gulnara);
- La Bayadère (Gamzatti e una delle variazioni nel Regno delle Ombre, Nikiya);
- La bella addormentata - ricostruzione di Sergej Vicharev della produzione del 1890 di Marius Petipa;(Aurora, Fata dell'Oro, Fata dell'Argento, fata Fleur de Farine);
- La bella addormentata - coreografia di Marius Petipa rivista da Konstantin Sergeyev (Aurora, Fata della Generosità, Fata dell'Argento)
- Il lago dei cigni 'odette/odile' (Pas de trois, Pas de quatre dei cigni);
- Rajmonda (Raymonda, Grand pas, Variazione);
- Don Chisciotte (Kitri, Variazione dal quarto atto);
- Chopiniana - coreografia di Michel Fokine (Nocturne, undicesimo Waltzer) ;
- 'Les Noces - coreografia di Bronislava Nižinska;
- La Fontana di Bakhchisarai (Maria);
- Romeo e Giulietta (Giulietta)
- Études - coreografia di Harald Lander;
- Manon - coreografia di Kenneth MacMillan;
- Lo Schiaccianoci (Masha), la produzione di Mihail Chemiakin, coreografia di Kirill Simonov;
- Middle Duet - coreografie di Aleksej Ratmanskij;
- Ondine (Ondine) - coreografia di Pierre Lacotte;
- The Meek One (The Meek One) - coreografia di Donvena Pandoursky.

Ha danzato alcune coreografie di William Forsythe, come: 
- The Vertiginous Thrill of Exactitude;
- In the Middle, Somewhat Elevated.

Ha danzato alcuni dei balletti più conosciuti del repertorio di Balanchine, quali:
- Apollo (Polimnia),
- Symphony in C (terzo movimento),
- The Four Temperaments,
- Jewels (rubini, smeraldi e diamanti)
- Piano Concerto No 2 (Balletto Imperiale);

## Filmografia
Nella grande vastità di dvd dei balletti del Kirov, esistono solamente due titoli nei quali Olesya Novikova sia presente (in ruoli quantomeno visibili):
- Don Quichotte, con Leonid Sarafanov nel ruolo di Basilio, Andrei Merkuriev, Evgenia Obraztsova ed i danzatori del Teatro Mariinskij.
- Swan Lake, con Ulyana Lopatkina, Danila Korsuntev, Evgenia Obraztsova ed i danzatori del Teatro Mariinskij.